# Анімас (Нью-Мексико)
Анімас (англ. Animas) — переписна місцевість (CDP) в США, в окрузі Ідальго штату Нью-Мексико. Населення — 180 осіб (2020).

## Географія
Анімас розташований за координатами 31°56′42″ пн. ш. 108°48′23″ зх. д. / 31.94500° пн. ш. 108.80639° зх. д. (31.944874, -108.806462).  За даними Бюро перепису населення США в 2010 році переписна місцевість мала площу 40,58 км², уся площа — суходіл.

### Клімат
Громада знаходиться у зоні, котра характеризується кліматом тропічних степів. Найтепліший місяць — липень із середньою температурою 23.8 °C (74.9 °F). Найхолодніший місяць — січень, із середньою температурою 4.5 °С (40.1 °F).
| Клімат Анімаса          | Клімат Анімаса | Клімат Анімаса | Клімат Анімаса | Клімат Анімаса | Клімат Анімаса | Клімат Анімаса | Клімат Анімаса | Клімат Анімаса | Клімат Анімаса | Клімат Анімаса | Клімат Анімаса | Клімат Анімаса | Клімат Анімаса |
| Показник                | Січ.           | Лют.           | Бер.           | Квіт.          | Трав.          | Черв.          | Лип.           | Серп.          | Вер.           | Жовт.          | Лист.          | Груд.          | Рік            |
| Абсолютний максимум, °C | 26,1           | 27,8           | 27,8           | 33,3           | 37,2           | 40             | 40,6           | 38,3           | 37,2           | 31,7           | 28,3           | 25,6           | 40,6           |
| Середній максимум, °C   | 12,3           | 14,7           | 17,6           | 22,7           | 27,2           | 32,4           | 32,1           | 30,4           | 28,4           | 23,6           | 17,7           | 14,1           | 22,8           |
| Середня температура, °C | 4,5            | 6,2            | 9              | 13,1           | 17,2           | 22,6           | 23,8           | 22,6           | 20,1           | 14,8           | 8,8            | 6              | 14,1           |
| Середній мінімум, °C    | −3,3           | −2,2           | 0,3            | 3,5            | 7,2            | 12,7           | 15,6           | 14,7           | 11,8           | 6              | −0,1           | −2,1           | 5,3            |
| Абсолютний мінімум, °C  | −20            | −12,8          | −9,4           | −7,2           | −4,4           | 2,2            | 10             | 8,9            | −1,1           | −3,3           | −12,8          | −15,6          | −20            |
| Норма опадів, мм        | 34             | 26             | 25             | 9              | 5              | 15             | 73             | 70             | 37             | 24             | 19             | 27             | 364            |
| Днів з опадами          | 3              | 3              | 2              | 1              | 1              | 2              | 8              | 8              | 3              | 2              | 2              | 2              | 37             |
| ----------------------- | -------------- | -------------- | -------------- | -------------- | -------------- | -------------- | -------------- | -------------- | -------------- | -------------- | -------------- | -------------- | -------------- |
| Джерело: Weatherbase    |                |                |                |                |                |                |                |                |                |                |                |                |                |

## Демографія
Згідно з переписом 2010 року, у переписній місцевості мешкало 237 осіб у 86 домогосподарствах у складі 65 родин. Густота населення становила 6 осіб/км².  Було 115 помешкань (3/км²).
Расовий склад населення:
| - 89,0 % — білих - 0,4 % — вихідців з тихоокеанських островів - 0,4 % — корінних американців - 4,6 % — осіб інших рас |

До двох чи більше рас належало 5,5 %. Частка іспаномовних становила 13,5 % від усіх жителів.
За віковим діапазоном населення розподілялося таким чином: 28,3 % — особи молодші 18 років, 57,4 % — особи у віці 18—64 років, 14,3 % — особи у віці 65 років та старші. Медіана віку мешканця становила 39,8 року. На 100 осіб жіночої статі у переписній місцевості припадало 113,5 чоловіків;  на 100 жінок у віці від 18 років та старших — 109,9 чоловіків також старших 18 років.
Середній дохід на одне домашнє господарство  становив 92 349 доларів США (медіана — 61 029), а середній дохід на одну сім'ю — 112 763 долари (медіана — 85 625). За межею бідності перебувало 6,6 % осіб, у тому числі 0,0 % дітей у віці до 18 років та 0,0 % осіб у віці 65 років та старших.
Цивільне працевлаштоване населення становило 95 осіб. Основні галузі зайнятості: освіта, охорона здоров'я та соціальна допомога — 37,9 %, сільське господарство, лісництво, риболовля — 22,1 %, будівництво — 12,6 %, науковці, спеціалісти, менеджери — 9,5 %.